# فهرست آثار ملی شهرستان جهرم
در این مقاله فهرست آثار باستانی شهرستان های جهرم و خفر  ارائه شده‌است.
آثار ثبت‌شده این دو شهرستان در این فهرست شامل ۶۲ اثر است.

## فهرست آثار ملی شهرستان های جهرم و خفر
- بازار جهرم شماره ثبت در آثار ملی: ۹۵۰
- مسجد و مدرسه خان جهرم شماره ثبت در آثار ملی: ۹۶۰
- مقبره جاماسب حکیم شماره ثبت در آثار ملی: ۹۸۶
- مسجد جامع جهرم شماره ثبت در آثار ملی: ۹۸۷
- آتشکده چهارطاقی علویه شماره ثبت در آثار ملی: ۹۸۸
- مقبره شاهزاده فضل بن موسی بن جعفر (ع) جهرم شماره ثبت در آثار ملی: ۱۰۰۴
- قدمگاه جهرم شماره ثبت در آثار ملی: ۱۳۱۹
- آب انبار حاج آقارضا جهرم شماره ثبت در آثار ملی: ۱۶۲۶
- کاروانسرای مخک (۲) جهرم شماره ثبت در آثار ملی: ۶۷۸۲
- بقعه شیخ خلیفه خفر شماره ثبت در آثار ملی: ۶۷۸۳
- کاروانسرای مخک (۱) جهرم شماره ثبت در آثار ملی: ۶۷۸۴
- سد بند و بست جهرم شماره ثبت در آثار ملی: ۶۷۸۵
- چهارطاقی سیمکان شماره ثبت در آثار ملی: ۶۷۸۶
- دروازه پیر شبیب جهرم شماره ثبت در آثار ملی: ۶۷۸۷
- امامزاده اسدالدهر جهرم شماره ثبت در آثار ملی: ۶۷۸۸
- آب انبار مخک جهرم شماره ثبت در آثار ملی: ۶۷۸۹
- آب انبار حاج آقارضا جهرم شماره ثبت در آثار ملی: ۶۷۹۰
- کاروانسرای آسمانجرد خفر شماره ثبت در آثار ملی: ۷۲۰۱
- تل قلعه جهرم شماره ثبت در آثار ملی: ۷۲۰۲
- چهارطاقی زاغ جهرم شماره ثبت در آثار ملی: ۷۲۰۳
- تل نقاره خانه شهر خفر شماره ثبت در آثار ملی: ۷۲۰۴
- تل زاغ جهرم شماره ثبت در آثار ملی: ۷۲۰۵
- پل گچی اسفل جهرم شماره ثبت در آثار ملی: ۷۲۰۶
- تل کراده خفر شماره ثبت در آثار ملی: ۷۲۰۷
- تل قبرستان برایجان خفر شماره ثبت در آثار ملی: ۷۲۰۸
- آسیاب قطب آباد شماره ثبت در آثار ملی: ۱۵۵۷۰

| کد ثبتی | نام                            | شهر  | موقعیت جغرافیایی                                                                                                  | طول و عرض جغرافیایی                             | سال ثبت    | قدمت                     | نگاره                         |
| ------- | ------------------------------ | ---- | --- | ----------------------------------------------- | ---------- | ------------------------ | ----------------------------- |
| ۹۵۰     | بازار جهرم                     | جهرم | جهرم، داخل بافت قدیم شهر جهرم                                                                                     |                                                 | ۱۳۵۲/۰۵/۱۶ | اواخرزندیه ـ اوایل قاجار | بازار جهرم                    |
| ۹۶۰     | مسجد و مدرسه خان               | جهرم | قسمت غربی جهرم |                                                 | ۱۳۵۲/۱۰/۰۵ | صفویه                    | مسجد و مدرسه خان              |
| ۹۸۶     | آرامگاه جاماسب حکیم و قلعه آن  | خفر  | شهرستان خفر، جنوب شرقی روستای کراده                                                                               |                                                 | ۱۳۵۳/۰۷/۰۲ | ساسانی                   | آرامگاه جاماسب حکیم و قلعه آن |
| ۹۸۷     | مسجد جامع جهرم                 | جهرم | | ۲۸°۳۴′شمالی ۵۳°۳۴′شرقی / ۲۸٫۵۷°شمالی ۵۳٫۵۷°شرقی | ۱۳۵۳/۰۷/۰۲ | سلجوقیان                 | مسجد جامع جهرم                |
| ۹۸۸     | چهارطاقی قطب‌آباد               | جهرم | بین راه قطب آباد به فسا                                                                                           |                                                 | ۱۳۵۳/۰۷/۰۲ | ساسانی                   | چهارطاقی قطب‌آباد              |
| ۱۰۰۴    | امامزاده فضل بن موسی بن جعفر   | جهرم | داخل شهر جهرم، ۲۰ک م مهمانسرای جهرم                                                                               | ۲۸°۳۰′شمالی ۵۳°۳۰′شرقی / ۲۸٫۵°شمالی ۵۳٫۵°شرقی   | ۱۳۵۳/۰۷/۲۱ | قرن ۹ (۸۰۶ ق)            | امامزاده فضل بن موسی بن جعفر  |
| ۱۳۱۹    | قدمگاه جهرم                    | جهرم | جهرم، داخل شهر جهر                                                                                                |                                                 | ۱۳۵۵/۱۰/۰۶ | ساسانی ـ اسلامی          | قدمگاه جهرم                   |
| ۱۶۲۶    | آب‌انبار حاج آقارضا             | جهرم | جنوب غربی جهرم |                                                 | ۱۳۵۷/۰۱/۲۸ | صفویه                    |                               |
| ۶۷۸۲    | کاروان‌سرای مخک ۲               | جهرم | فارس، کیلومتر ۳۰ جاده جهرم به خفر، سمت راست جاده                                                                  |                                                 | ۱۳۸۱/۱۰/۱۰ | اسلامی                   | کاروان‌سرای مخک ۲              |
| ۶۷۸۳    | بقعه شیخ خلیفه                 | خفر  | شهرستان خفر، روستای جزه                                                                                           |                                                 | ۱۳۸۱/۱۰/۱۰ | قرن ۷ ق                  |                               |
| ۶۷۸۴    | کاروان‌سرای مخک ۱               | جهرم | فارس، کیلومتر ۳۰ جاده جهرم به خفر                                                                                 |                                                 | ۱۳۸۱/۱۰/۱۰ | قاجاریه                  | کاروان‌سرای مخک ۱              |
| ۶۷۸۵    | بند و بست                      | جهرم | فارس، کیلومتر ۱۹/۵ جاده جهرم به خفر، سمت راست                                                                     |                                                 | ۱۳۸۱/۱۰/۱۰ | تاریخی                   | بند و بست                     |
| ۶۷۸۶    | چهارطاقی سیمکان                | جهرم | فارس، شهرستان جهرم، بخش سیمکان، روستای کرته                                                                       |                                                 | ۱۳۸۱/۱۰/۱۰ | ساسانی                   |                               |
| ۶۷۸۷    | دروازه پیر شبیب                | جهرم | فارس، شهرستان جهرم، داخل شهر                                                                                      |                                                 | ۱۳۸۱/۱۰/۱۰ | قاجاریه                  | دروازه پیر شبیب               |
| ۶۷۸۸    | امامزاده اسد الدهر             | جهرم | فارس، شهرستان جهرم، داخل شهر                                                                                      |                                                 | ۱۳۸۱/۱۰/۱۰ | صفویه                    |                               |
| ۶۷۸۹    | آب‌انبار مخک                    | جهرم | فارس، کیلومتر ۳۰ جاده جهرم به خفر، سمت راست جاده (کنار کاروانسرای مخک)                                            |                                                 | ۱۳۸۱/۱۰/۱۰ | اسلامی                   |                               |
| ۶۷۹۰    | آب‌انبار حاج آقا رضا            | جهرم | فارس، شهرستان جهرم، کوی حسن‌آباد، کوچه شهید بسطانی                                                                 |                                                 | ۱۳۸۱/۱۰/۱۰ | صفویه                    |                               |
| ۷۲۰۱    | کاروانسرای آسمانجرد            | خفر  | شهرستان خفر، روستای برایجان                                                                                       |                                                 | ۱۳۸۱/۱۱/۱۲ | صفویه                    |                               |
| ۷۲۰۲    | تل قلعه                        | کوار | شهرستان کوار، شمال روستای آبگرم در دامنه ارتفاعات مشرف به دشت کوار                                                |                                                 | ۱۳۸۱/۱۱/۱۲ | اسلامی                   |                               |
| ۷۲۰۳    | چهارطاقی زاغ                   | جهرم | شهرستان جهرم، بخش سیمکان، ۵۰۰ متری شمال روستای زاغ                                                                |                                                 | ۱۳۸۱/۱۱/۱۲ | اسلامی                   |                               |
| ۷۲۰۴    | تل نقاره خانه شهر خفر          | خفر  | شهرستان خفر، ابتدای ورودی شهر                                                                                     |                                                 | ۱۳۸۱/۱۱/۱۲ | اسلامی                   |                               |
| ۷۲۰۵    | تل زاغ                         | جهرم | شهرستان جهرم، بخش سیمکان، شمال غربی روستای زاغ                                                                    |                                                 | ۱۳۸۱/۱۱/۱۲ | اسلامی                   |                               |
| ۷۲۰۶    | پل گچی اسفل                    | جهرم | شهرستان جهرم، بخش سیمکان، ۳ کیلومتری شمال روستای کاکون بر روی رودخانه سیمکان                                      |                                                 | ۱۳۸۱/۱۱/۱۲ | صفویه                    | پل گچی اسفل                   |
| ۷۲۰۷    | تل کراده                       | خفر  | شهرستان خفر، روستای کراده                                                                                         |                                                 | ۱۳۸۱/۱۱/۱۲ | اسلامی                   |                               |
| ۷۲۰۸    | تل گورستان برایجان             | خفر  | شهرستان خفر، روستای برایجان و محمودآباد بر دامنه ارتفاعات مشرف به باغات                                           |                                                 | ۱۳۸۱/۱۱/۱۲ | اسلامی                   |                               |
| ۱۳۷۴۱   | قبرستان امامزاده کندیجان       | جهرم | شهرستان جهرم، بخش سیمکان، دهستان پشت پر، کندیجان، به طرف اسفنجون                                                  |                                                 | ۱۳۸۴/۰۸/۲۵ | صفویه ـ قاجاریه          |                               |
| ۱۴۲۳۳   | پشته شاهی                      | جهرم | شهرستان چهرم، بخش سیمکان، دهستان پشت پر، روستای بادمجان، ارتفاعات مشرف به رودخانه بادمجان                         |                                                 | ۱۳۸۴/۱۱/۰۹ | ساسانی                   |                               |
| ۱۴۲۴۹   | امامزاده شاهزاده ابوالقاسم     | جهرم | شهرستان جهرم، بخش سیمکان، دهستان پشت پر، ورودی روستای بادمجان                                                     |                                                 | ۱۳۸۴/۱۱/۰۹ | سلجوقی                   |                               |
| ۱۴۲۵۵   | آسیاب محمدآباد                 | جهرم | شهرستان جهرم، بخش سیمکان، دهستان پشت پر، شمال شرقی روستای بادمجان                                                 |                                                 | ۱۳۸۴/۱۱/۰۹ | صفویه                    |                               |
| ۱۴۲۶۵   | آسیاب تاریخی کندیجان           | جهرم | شهرستان جهرم، بخش سیمکان، دهستان پشت پر، ۴۰۰ م بعد از روستای کندیجان به بادنجان                                   |                                                 | ۱۳۸۴/۱۱/۰۹ | صفویه                    |                               |
| ۱۴۲۶۶   | بقایای چهار طاقی بادنجان       | جهرم | شهرستان جهرم، بخش سیمکان، دهستان پشت پر، ابتدای روستای بادنجان                                                    |                                                 | ۱۳۸۴/۱۱/۰۹ | صفویه                    |                               |
| ۱۴۲۶۷   | قبرستان بادنجان                | جهرم | شهرستان جهرم، بخش سیمکان، دهستان پشت پر، ورودی روستای بادنجان                                                     |                                                 | ۱۳۸۴/۱۱/۰۹ | قرن ۷ ه. ق               |                               |
| ۱۴۲۷۱   | تل مردیون                      | جهرم | شهرستان جهرم، بخش سیمکان، دهستان پشت پر، داخل روستای بادنجان                                                      |                                                 | ۱۳۸۴/۱۱/۰۹ | قرن ۷ ه. ق               |                               |
| ۱۴۲۷۳   | بقایای قلعه گبری بادنجان       | جهرم | شهرستان جهرم، بخش سیمکان، دهستان پشت پر، بر روی ارتفاعات مشرف ب روستای بادنجان                                    |                                                 | ۱۳۸۴/۱۱/۰۹ | ساسانی                   |                               |
| ۱۴۲۷۶   | آسیاب کلی                      | جهرم | شهرستان جهرم، بخش سیمکان، دهستان پشت پر، کیلومتری یک جاده بادنجان به روستای کوشکک                                 |                                                 | ۱۳۸۴/۱۱/۰۹ | صفویه                    |                               |
| ۱۴۲۷۸   | آسیاب تاریخی تنگو              | جهرم | شهرستان جهرم، بخش سیمکان، دهستان پشت پر، ۳۹۰۰ م بعد از روستای بادنجان                                             |                                                 | ۱۳۸۴/۱۱/۰۹ | اوایل صفویه              |                               |
| ۱۴۲۷۹   | محوطه تل گنبدی                 | جهرم | شهرستان جهرم، بخش سیمکان، دهستان پشت پر، روستای کوشکک                                                             |                                                 | ۱۳۸۴/۱۱/۰۹ | قرن ۷ ق                  |                               |
| ۱۴۶۲۰   | حمام بادنجان                   | جهرم | شهرستان جهرم، بخش سیمکان، روستای بادنجان                                                                          |                                                 | ۱۳۸۴/۱۲/۱۶ | صفویه                    |                               |
| ۱۴۷۳۸   | تپه و بقایای آرامگاه عمادالدین | جهرم | شهرستان جهرم، بخش سیمکان، دهستان پشت پر، غرب روستای زاغ                                                           |                                                 | ۱۳۸۴/۱۲/۱۶ | صفویه                    |                               |
| ۱۴۷۳۹   | قبرستان کوشک نثار              | جهرم | شهرستان جهرم، بخش سیمکان، دهستان پشت پر، دو کیلومتری جنوب روستای کوشک نثار                                        |                                                 | ۱۳۸۴/۱۲/۱۶ | قاجار ـ پهلوی اول        |                               |
| ۱۴۷۴۲   | تل کاغذی                       | جهرم | شهرستان جهرم، بخش سیمکان، دهستان پشت پر، ۵۰۰ م شمال غرب روستای زاغ از جاده                                        |                                                 | ۱۳۸۴/۱۲/۱۶ | قرن پنجم تا دوره صفویه   |                               |
| ۱۴۷۴۳   | حمام بادنجان                   | جهرم | شهرستان جهرم، بخش سیمکان، روستای بادنجان                                                                          |                                                 | ۱۳۸۴/۱۲/۱۶ | صفویه                    |                               |
| ۱۴۷۵۲   | تل کتلی                        | جهرم | شهرستان جهرم، بخش سیمکان، دهستان پشت پر، ۵۰۰م شمال روستای زاغ                                                     |                                                 | ۱۳۸۴/۱۲/۱۶ | قرن ۵ تا ه. ق تا صفوی    |                               |
| ۱۵۴۹۸   | تل نقاره خانه بادنجان          | جهرم | شهرستان جهرم، بخش سیمکان، دهستان پشت پر، غرب روستای بادنجان                                                       |                                                 | ۱۳۸۵/۰۳/۱۷ | اوایل اسلام              |                               |
| ۱۵۵۱۳   | امامزاده سید محمد نورانی       | جهرم | شهرستان جهرم، بخش سیمکان، منطقه پشت پر، منطقه پر، ۲۰۰ متر مانده به روستای جرمشت، سمت راست جاده، جنب قبرستان جرمشت |                                                 | ۱۳۸۵/۰۳/۱۷ | قرن ۷ هجری قمری          |                               |
| ۱۵۵۲۱   | قلعه عیدویه                    | جهرم | شهرستان جهرم، بخش سیمکان، دهستان پشت پر، روستای عیدویه، مشرف به روستای عیدویه                                     |                                                 | ۱۳۸۵/۰۳/۱۷ | صفویه                    |                               |
| ۱۵۵۳۱   | آسیاب عیدویه                   | جهرم | شهرستان جهرم، بخش سیمکان، دهستان پشت پر، شمال غربی روستای عیدویه                                                  |                                                 | ۱۳۸۵/۰۳/۱۷ | اوایل دوره قاجاریه       |                               |
| ۱۵۵۳۵   | آسیاب موسوی                    | جهرم | شهرستان جهرم، بخش کردیان، دهستان قطب آباد، بطرف روستای موسوی، سممت چپ جاده                                        |                                                 | ۱۳۸۵/۰۳/۱۷ | صفویه                    |                               |
| ۱۵۵۴۸   | قبرستان جرمشت                  | جهرم | شهرستان جهرم، بخش سیمکان، منطقه پشت پر، ۲۰۰ م مانده به روستای جرمشت، سمت راست جاده                                |                                                 | ۱۳۸۵/۰۳/۱۷ | صفویه                    |                               |
| ۱۵۵۶۸   | قلعه میرزا علی‌محمد             | جهرم | شهرستان جهرم، بخش سیمکان، دهستان پشت پر، روستای بادنجان، ارتفاعات مشرف به قلعه میرزا علی‌محمد                      |                                                 | ۱۳۸۵/۰۳/۱۷ | زندیه                    |                               |
| ۱۵۵۶۹   | بقایای چهار طاقی قراول         | جهرم | شهرستان جهرم، بخش سیمکان، دهستان پل بالا، جنوب روستای یرج                                                         |                                                 | ۱۳۸۵/۰۳/۱۷ | ساسانی                   |                               |
| ۱۵۵۷۰   | آسیاب قطب‌آباد                  | جهرم | شهرستان جهرم، بخش کردیان، دهستان قطب آباد، کیلومتری ۵ جاده قطب آباد، روستای علویه، سمت چپ جاده                    |                                                 | ۱۳۸۵/۰۳/۱۷ | اوایل قاجاریه            | آسیاب قطب‌آباد                 |
| ۱۵۵۸۱   | آسیاب جرمشت                    | جهرم | شهرستان جهرم، بخش سیمکان، بعد از روستای کندیجان، روبروی دوراهی روستای جرمشت                                       |                                                 | ۱۳۸۵/۰۳/۱۷ | اوایل قاجاریه            |                               |
| ۱۵۵۸۳   | تپه قلعه سیویدونی              | جهرم | شهرستان جهرم، بخش سیمکان، دهستان پشت پر، جاده بادنجان بطرف کوشکک، سمت راست جاده، حاشیه رودخانه بادنجان            |                                                 | ۱۳۸۵/۰۳/۱۷ | قرون میانه اسلامی        |                               |
| ۱۵۶۰۱   | پل آب باره ناخ                 | جهرم | شهرستان جهرم، بخش سیمکان، دهستان پشت پر، روستای بادنجان                                                           |                                                 | ۱۳۸۵/۰۳/۱۷ | ایلخانی                  |                               |
| ۱۵۶۱۲   | قبرستان پیر کنار دررویشان      | جهرم | شهرستان جهرم، بخش سیمکان، دهستان پشت پر، بعد از روستای درویشان، سمت چپ جاده                                       |                                                 | ۱۳۸۵/۰۳/۱۷ | قرن هفتم تا قاجاریه      |                               |
| ۱۶۰۳۴   | تل بی بی                       | جهرم | شهرستان جهرم، بخش سیمکان، دهستان پشت پر، جنوب روستای بادنجان                                                      |                                                 | ۱۳۸۵/۰۶/۲۰ | قرون میانه اسلامی        |                               |
| ۱۹۷۲۱   | گورستان چرگ                    | خفر  | شهرستان خفر، جنوب شرقی شهر خاوران، منطقه مسکونی چرک، بین باغات انار                                               |                                                 | ۱۳۸۶/۰۶/۲۸ | قاجاریه                  |                               |
| ۱۹۷۲۲   | گورستان خاوران                 | خفر  | شهرستان خفر، شرق شهر خاوران، کنار جاده خاوران به سروستان، در میان باغات مرکبات و کنار قنات                        |                                                 | ۱۳۸۶/۰۶/۲۸ | قاجاریه                  |                               |
| ۲۴۷۲۰   | آسیاب رواکوه                   | جهرم | شهرستان جهرم، بخش سیمکان، دهستان پشت پر، دو کیلومتری شمال روستای کوشک حسن‌آباد                                     |                                                 | ۱۳۸۷/۱۱/۲۷ | قاجاریه                  |                               |
| ۲۴۷۲۳   | پل آب بر بالا                  | جهرم | شهرستان جهرم، بخش سیمکان، دهستان پشت پر، ارتفاعات غربی روستای کوشک حسن‌آباد                                        |                                                 | ۱۳۸۷/۱۱/۲۷ | قاجاریه                  |                               |
| ۲۶۶۴۹   | خانه طوفان                     | جهرم | شهر جهرم، خیابان هجرت، کوچه ۱۱ شهید رضائی، ک. پ ۷۴۵۱۷، ۷۴۱۸۶                                                      |                                                 |            | پهلوی                    | خانه طوفان                    |

## نگارخانه

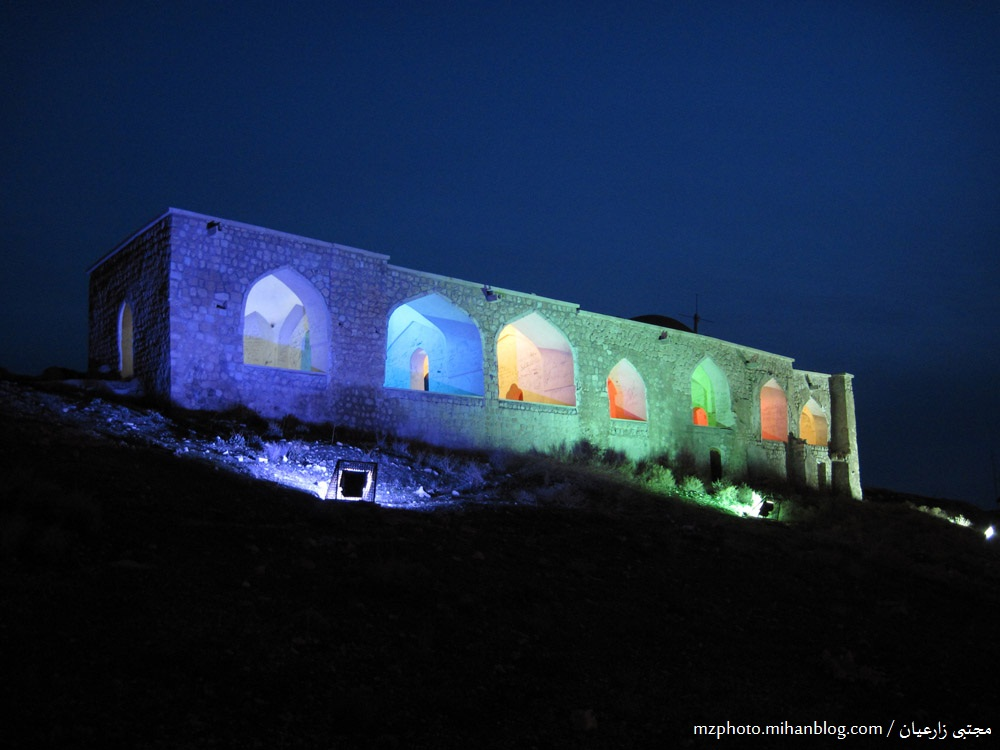
آتشکده جهرم
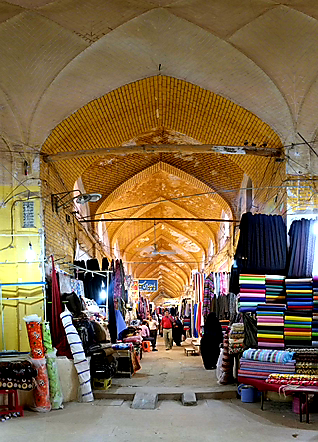
بازار جهرم
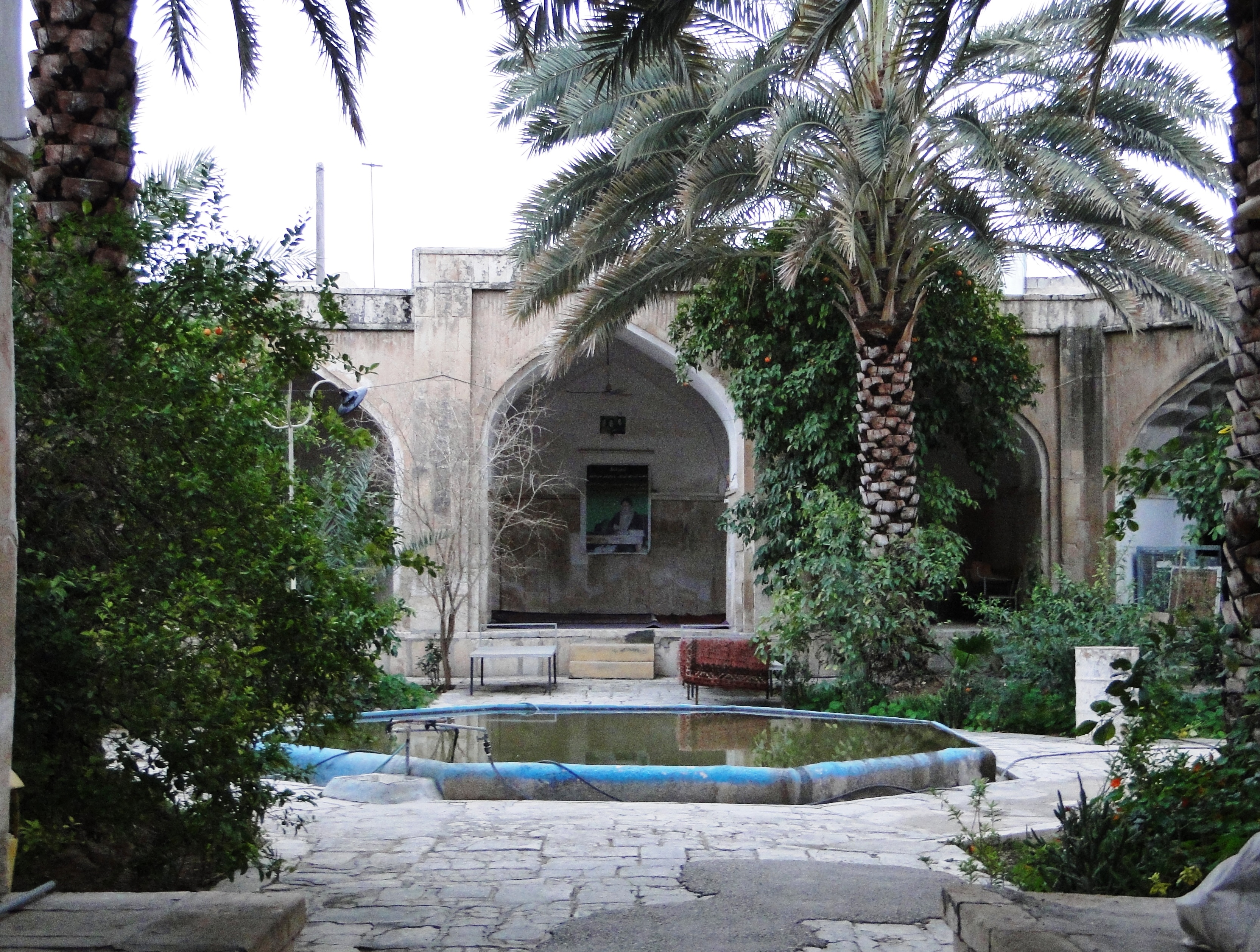
مسجد و مدرسه خان
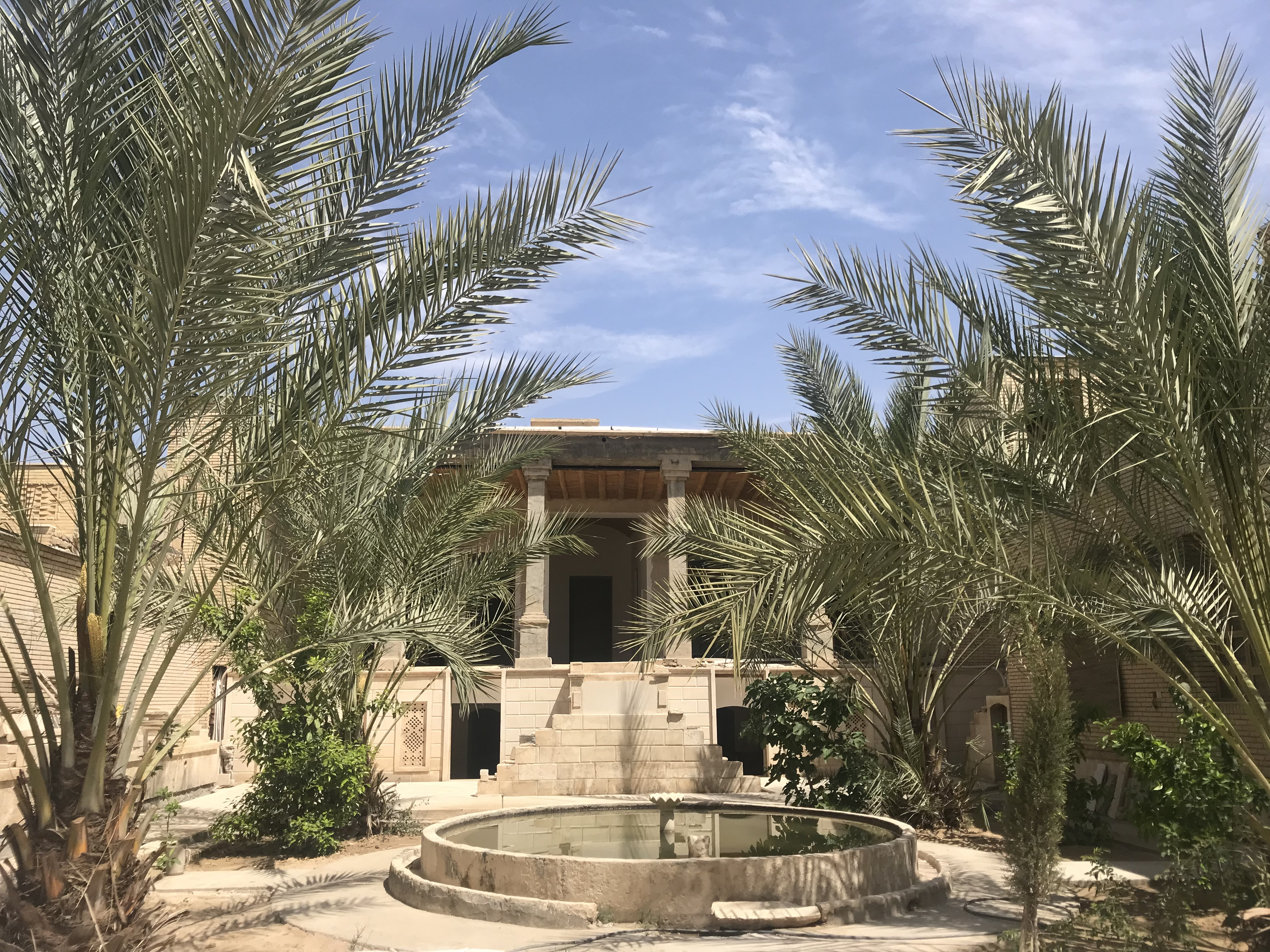
خانه طوفان